# Ginger Molloy
William Garth (Ginger) Molloy (Gisborne, 25 december 1937) is een Nieuw-Zeelands voormalig motorcoureur. Hij is eenmalig Grand Prix-winnaar in het wereldkampioenschap wegrace.

## Carrière
Molloy begon zijn carrière als rugbyspeler bij Huntly United, waar hij teamgenoten was met onder meer toekomstig wereldkampioen wegrace Hugh Anderson. Hij nam deel aan verschillende rugbycompetities voor schoolteams, voordat hij in 1963 naar Europa verhuisde.
Molloy maakte zijn internationale motorsportdebuut in 1963 in het wereldkampioenschap wegrace. Hij reed zijn eerste Grand Prix in de 250 cc-klasse van de TT van Assen, waarin hij op een Bultaco zevende werd. Ook werd hij tiende in de 500 cc-race in België voor Matchless. In 1964 werd hij voor Bultaco elfde in de 250 cc-race in België en voor Norton achtste in de 500 cc-race in Italië.
In 1965 begon Molloy deel te nemen aan meer WK-races en behaalde zijn eerste puntenfinishes, met een zesde en een vierde plaats in de 250 cc-races in Noord-Ierland en Italië en een zesde plaats in Italië in de 125 cc; hij behaalde al deze resultaten voor Bultaco. In 1966 scoorde hij een WK-punt in de 125 cc-race van de Isle of Man TT. Tevens won hij dat jaar zijn enige Grand Prix: in de Ulster Grand Prix zegevierde hij in de 250 cc-klasse op een Bultaco en werd hiermee de eerste Grand Prix-winnaar voor dit merk.
In 1967 reed Molloy zes races in de 250 cc-klasse, met een vierde race in de seizoensopener in Spanje als beste resultaat. In 1968 reed hij races in vier klasses: de 125 cc, de 250 cc, de 500 cc en, voor het eerst, de 350 cc. In de 125 cc behaalde hij podiumplaatsen in Spanje en de TT van Assen. Met 15 punten werd hij achter Phil Read en Bill Ivy derde in het klassement. In de 250 cc kwam hij in Duitsland en Spanje op het podium en werd hij met 19 punten vijfde. In de 350 cc kwam hij in de TT van Assen op het podium terecht, waardoor hij met 12 punten eveneens vijfde werd. In de 500 cc ging hij enkel van start in Spanje, maar kwam in deze race niet aan de finish.
In 1969 behaalde Molloy een podiumplaats in de 125 cc-race in Frankrijk. Ook in de 500 cc kwam hij in Spanje op het podium. Hij beleefde zijn beste seizoen in 1970, het eerste jaar waarin hij niet meer op een Bultaco reed, maar op een Kawasaki. In de 500 cc-klasse behaalde hij vier podiumplaatsen in Frankrijk, Finland, Noord-Ierland en Spanje. Met 62 punten werd hij achter Giacomo Agostini tweede in het kampioenschap. Hiernaast behaalde hij in Spanje nog een podium in de 250 cc-klasse op een Yamaha. In 1971 startte Molloy nog twee 500 cc-races, waarin hij niet aan de finish kwam.